# Vladimir Engelgardt
Vladimir Aleksandrovich Engelgardt (em russo:  Владимир Александрович Энгельгардт; Moscou, 3 de dezembro de 1894 — Moscou, 1984) foi um bioquímico soviético.
Membro da Academia de Ciências da União Soviética em 1953 e Herói do Trabalho Socialista em 1969.

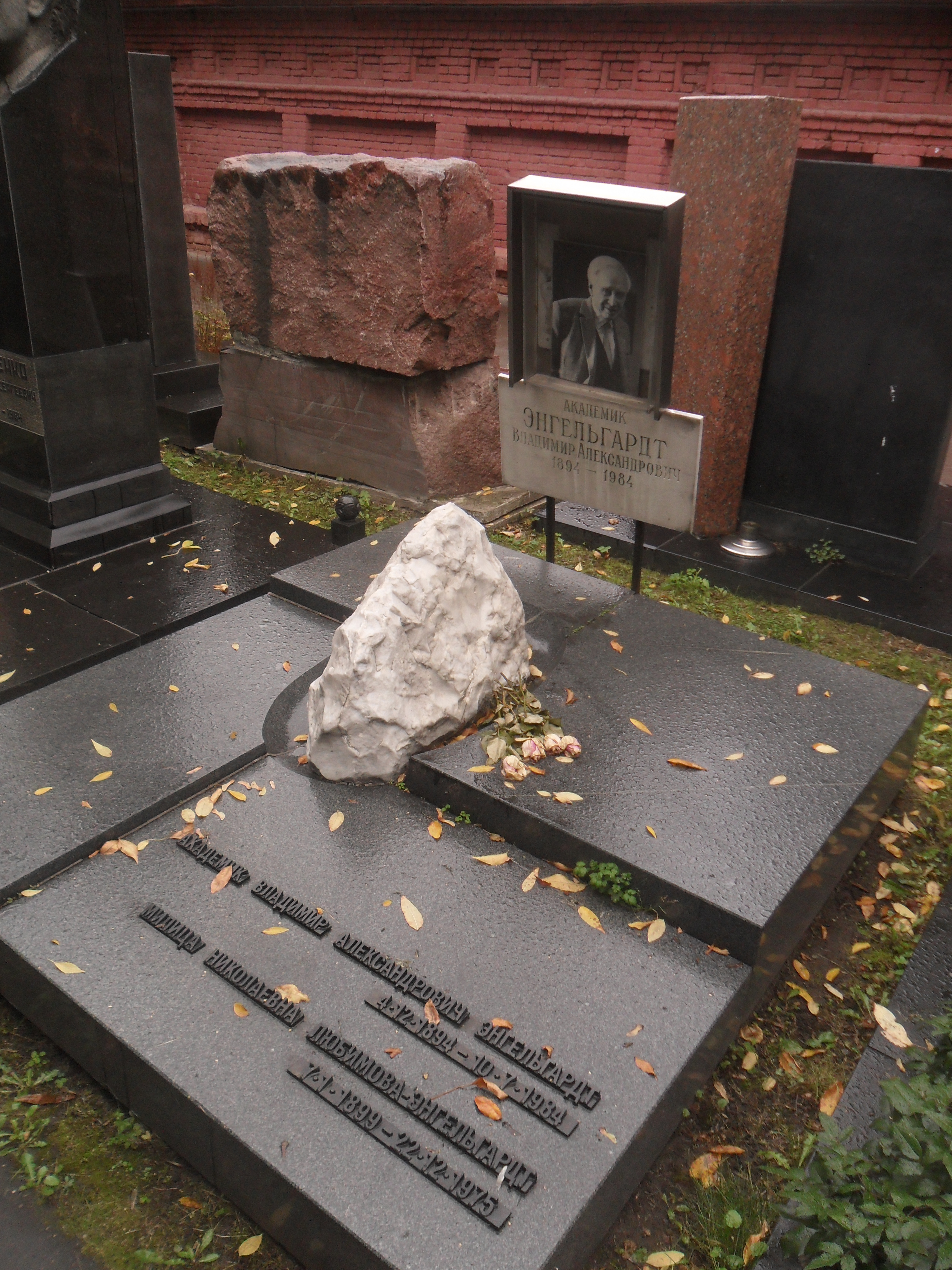
Sepultura de Vladimir Aleksandrovich Engelgardt

Vladimir Engelgardt é considerado um dos fundadores da biologia molecular na União Soviética. Recebeu a Medalha de Ouro Lomonossov de 1968.